# Abbaye d'Épagne
L'ancienne abbaye d'Épagne était située sur le territoire de la commune d'Épagne-Épagnette, dans le département de la Somme. C'était une abbaye de moniales cisterciennes fondée au XIIe siècle et désertée au XVIIIe siècle.

## Histoire

### Fondation
En 1178, Enguerrand de Fontaine, seigneur d'Épagne et sénéchal de Ponthieu, fonda un prieuré de moniales cisterciennes et la dota de tous les biens qu'il possédait à Épagne avec les moulins de Mautor, Cambron et Rouvroy, près d'Abbeville. Le prieuré fut vite transformé en abbaye sous l'abbatiat d'Albrea.

### Dotations et conflits
Isabelle de Ponthieu, fille du comte Guillaume III, fut élue abbesse en 1230 apportant avec elle une rente perpétuelle de 25 livres. 
En 1237, le comte Simon et la comtesse de Ponthieu firent don aux religieuses d'Épagne de 4 000 harengs à prendre sur la vicomté de Rue.
Des conflits surgissent entre l'abbaye et les habitants au sujet de la possession et de l'usage des marais : en 1295 entre Jehan de Belloy, seigneur d'Épagne, et l’abbesse Adde, en 1318 avec la seigneurie de Poix et de  Mareuil. Jean de Belloy parvint à apaiser les tensions en 1302. Dans les moments de crise les religieuses traversaient la Somme pour se réfugier dans leur métairie de l’Abiette (petite abbaye). 
Au Moyen Âge, l'abbaye possédait une partie de la seigneurie d'Épagne.

### Disparition de l'abbaye
En 1642 le délabrement des bâtiments du aux guerres des XVe, XVIe et XVIIe siècles et les recommandations du concile de Trente provoquent le départ des moniales pour Abbeville au lieu-dit « le Paraclet ».
En 1745, l'abbaye d'Épagne est réunie à l'abbaye de Willencourt transférée elle aussi à Abbeville depuis 1662.
À la Révolution française, les biens de l'abbaye sont déclarés biens nationaux et vendus.

## Vestiges
Les Archives départementales de la Somme conservent un sceau de l'abbaye d'Épagne du XIIe siècle.

## Armes de l'abbaye
L'Armorial général de France de Charles d'Hozier indique comme blasonnement des armoiries de l'abbaye d'Épagne : Écartelé : aux 1er et 4e d'or chapé ployé d'azur chargé de deux étoiles d'or en chef, aux 2e et 3e quartiers bandé de vair et de gueules de six pièces.

## Abbesses d'Épagne
- Albrea
- Isabelle de Ponthieu  1230
- Adde 1285